# See You in My Nightmares
«See You in My Nightmares» — пісня американського репера Каньє Веста за участю Ліл Вейна з четвертого студійного альбому Веста 808s & Heartbreak 2008 року. Її спродюсували Каньє Вест та No I.D. Пісня спочатку мала вийти 10 березня 2009 року як третій сингл з альбому, але зрештою її замінила «Amazing».
У тексті пісні Вест і Ліл Вейн торкаються теми проблем у стосунках зі своїми колишніми коханими. Обидва читають реп з автотюном.

## Критика
Пісня отримала неоднозначні відгуки від музичних критиків, які загалом розділилися у своїх думках щодо участі Ліл Вейна. Критичні коментарі здебільшого зосереджувалися на вокальному стилі репера, тоді як деякі рецензенти негативно поставилися до його лірики.

## Комерційний успіх
«See You in My Nightmares» посіла 21 місце в американському чарті Billboard' Hot 100 та 27 місце в Pop 100, а також 22 місце в канадському чарті Hot 100. У Великій Британії вона досягла 111-го місця в чарті UK Singles Chart. Пісня отримала золотий сертифікат у Сполучених Штатах.

## Чарти
| Чарт (2008)                      | Пікова позиція |
| -------------------------------- | -------------- |
| Канада (Canadian Hot 100)        | 22             |
| Велика Британія UK Singles (OCC) | 111            |
| США (Billboard Hot 100)          | 21             |
| США Pop 100 (Billboard)          | 27             |